# Вергунське газоконденсатне родовище
Вергунське газоконденсатне родовище — належить до Красноріцького газоносного району Східного нафтогазоносного регіону України.

## Опис
Розташоване в Станично-Луганському районі Луганської області на відстані 10 км від м. Луганськ. В тектонічному відношенні воно знаходиться в зоні зчленування між складчастим Донбасом та схилом Воронезької антеклізи.
Підняття виявлене і підготовлене до промислової оцінки нафтогазоносності в 1961-63 роках структурно-пошуковим бурінням. В московських відкладах являє собою брахіантикліналь північно-західного простягання розмірами по ізогіпсі — 1100 м 6,9х2,3 м, амплітудою понад 50 м. Її півн.-сх. крило порушене Красноріцьким скидом амплітудою 50-200 м.
Перший промисловий приплив газу отримано з відкладів середнього карбону з інт. 1798—1807 м у 1965 р.
Поклади пластові, склепінчасті, деякі також літологічно обмежені. Режим покладів газовий та водонапірний.
Експлуатується з 1970 р. Запаси початкові видобувні категорій А+В+С1: газу — 3799 млн. м3.